# Fritz Meier
Fritz Meier, né le 5 août 1914 à Ellikon an der Thur et mort le 12 janvier 2009 à Seuzach, est une personnalité politique suisse d'idéologie nationaliste[réf. nécessaire], conservateur[réf. nécessaire] et isolationniste[réf. nécessaire].

## Biographie
En 1961, il fonde le parti « Action nationale contre l'emprise étrangère du peuple et de la patrie » ou « Action nationale contre la surpopulation étrangère » (selon la traduction de l'allemand Nationale Aktion gegen Überfremdung von Volk und Heimat), qui prend par la suite le nom de Démocrates suisses.
Il est élu au parlement cantonal zurichois en 1977. Il est conseiller national représentant du canton de Zurich de 1977 à 1991.